# 土岐善麿
土岐善麿（とき ぜんまろ，1885年6月8日—1980年4月15日），日本明治末期至昭和時期的歌人、日語學者。
土岐善麿畢業於東京都立日比谷高等学校、早稻田大學，對日語言有研究。其在創作方面最為突出的成就是，根據不同地區的教育特點，為日本眾學校之校歌作詞。他為11所小學校、8所中學校以及20所高校創作了校歌。